# 長野哲也
長野 哲也（ながの てつや、1962年4月8日 - ）は、大阪府出身の元アマチュア野球選手（投手）・監督。

## 来歴・人物
大阪府立八尾高等学校3年生の時にプロ野球選手を目指して阪急ブレーブスの入団テストを受け合格したが、進路を教員に切り替えて大阪教育大学に入学する。近畿大学野球リーグでは、投手として活躍して通算45勝を挙げ、最優秀選手等を受賞した。
大学卒業後は社会人野球の大阪ガスに入団し、都市対抗野球や社会人野球日本選手権等で活躍した。1990年の都市対抗野球では、優秀選手に選ばれた。1990年の第31回世界アマチュア野球選手権大会と第11回アジア競技大会の全日本メンバーにも選ばれた。
その後、母校の大阪教育大学の監督として大学選手権出場を果たし、大阪ガスでヘッドコーチと監督を務めた。能見篤史は当時の選手。2003年から日本放送協会で高校野球解説者を務めている。現在では、NHKの高校野球解説者としては最も昔から担当しており、最古参である。